# Golaten
Golaten es una comuna suiza del cantón de Berna, situada en el distrito administrativo de Berna-Mittelland. Limita al norte con la comuna de Kallnach, al este con Radelfingen, al sureste con Mühleberg, al suroeste con Wileroltigen, y al oeste con Kerzers.
La comuna está compuesta por las localidades de Golaten y Lachen. Hasta el 31 de diciembre de 2009 situada en el distrito de Laupen.

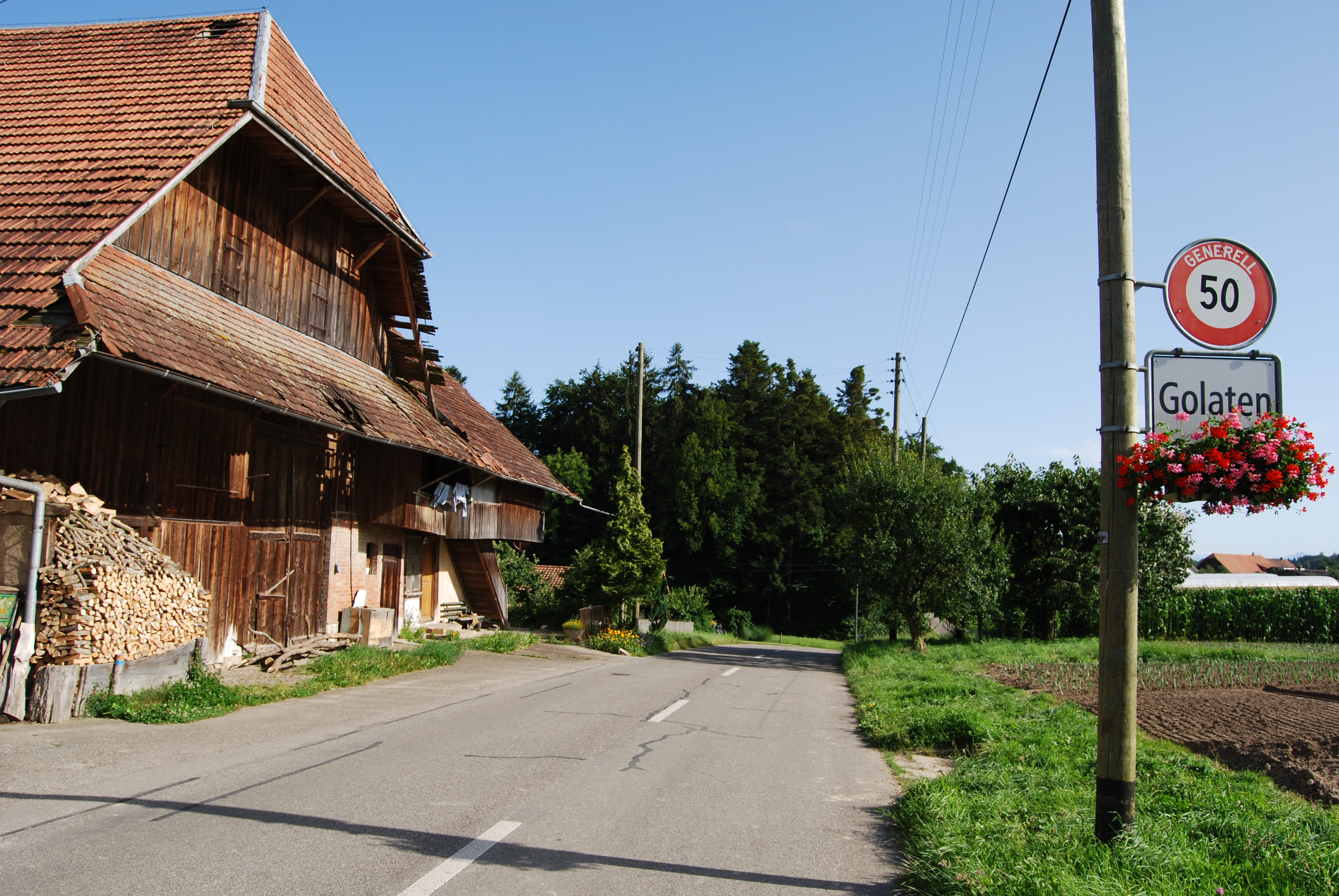
Golaten